# Осталецьке джерело
Осталецьке джерело — гідрологічна пам'ятка природи місцевого значення в Україні. Розташована на території Тернопільського району Тернопільської області, біля села Остальці, Теребовлянське лісництво, кв. 1, вид. 2, лісове урочище «Остальці».
Площа — 0,02 га, статус отриманий у 1994 році Рішення Тернопільської обласної ради від 18.03.1994 року.